# Горбатый мост (Гатчина)
Горба́тый мост — пешеходный мост через Белое озеро, соединяющий два острова в Дворцовом парке Гатчинского музея-заповедника.

## История
Архитектор моста — Адреян Дмитриевич Захаров, первые документальные свидетельства — кондиции на работы, датируемые ноябрём 1800 года.
Старое название моста — Мост между островами происходит от того, что это единственный из множества мостов Дворцового парка, связывающий между собой два острова Белого озера, остальные мосты связывают острова с берегом озера.
Во время Великой Отечественной войны мост был повреждён осколками, разрушены балюстрада и скамьи. При отступлении немецких войск из Гатчины мост планировалось взорвать (после освобождения города в устоях моста были обнаружены шахты для взрывчатки).
После этого мост дважды полностью реставрировался — в 1969 году и в 1980-х гг. По состоянию на 2010 год мост находится в руинированном состоянии.

## Конструкция
Мост однопролётный каменный арочный. Имеет два широких береговых устоя, оформленных в виде террас — обзорных площадок. Террасы и пролёт моста обнесены балюстрадой, в средней части моста устроены каменные скамьи для отдыха.
Поскольку архитектура моста рассчитана на восприятие с большого расстояния, его элементы создают игру света и тени, отчётливо видимую издалека.